# Arum megobrebi
Arum megobrebi är en kallaväxtart som beskrevs av Lobin, M.Neumann, Bogner och Peter Charles Boyce. Arum megobrebi ingår i Munkhättesläktet och i familjen kallaväxter. Inga underarter finns listade.